# 埃托雷·巴斯蒂科
埃托雷·巴斯蒂科（義大利語：Ettore Bastico，1876年4月9日—1972年12月2日），意大利军人，最高军衔为陆军元帅。
出生在博洛尼亚。第一次世界大战中为第三射击师司令部的参谋将校。1927年，升准将。1932年，任该师的司令官。他奉贝尼托·墨索里尼的命令组建黑衫军的第一黑衫师，并在后来的1935年率领该师参加第二次意大利埃塞俄比亚战争。
1940年，被任命为意属爱琴海群岛总督。翌年，任利比亚总督、以及当地意大利军总司令官。德意志非洲軍名义上隶属于他的意大利军，但他却与埃尔温·隆美尔多次发生对立。1942年，隆美尔被纳粹德国升为元帅，同年，巴斯蒂科也被升为元帅军衔，以免他的军衔低于隆美尔。第二次阿拉曼战役战败后，巴斯蒂科于1943年2月被解除总督职位，并不再担任任何军职。
二战结束以后成为军事史学家和作家。1972年在罗马逝世。